# Plumarella spicata
Plumarella spicata är en korallart som beskrevs av Nutting 1912. Plumarella spicata ingår i släktet Plumarella och familjen Primnoidae. Inga underarter finns listade i Catalogue of Life.